# Градинари (Бихор)
Градинари (рум. Grădinari) насеље је у Румунији у округу Бихор у општини Драганешти. Oпштина се налази на надморској висини од 194 m.

## Становништво
Према подацима из 2002. године у насељу је живело 461 становника.

### Попис2002.
| Расподела становништва по националности 2002.‍ | Расподела становништва по националности 2002.‍ | Расподела становништва по националности 2002.‍ | Расподела становништва по националности 2002.‍ | Расподела становништва по националности 2002.‍ |
| --------------------------------------------- | --------------------------------------------- | --------------------------------------------- | --------------------------------------------- | --------------------------------------------- |
|                                               |                                               |                                               |                                               |                                               |
| Румуни                                        | Румуни                                        |                                               | 201                                           | 43,6%                                         |
| Мађари                                        | Мађари                                        |                                               | 220                                           | 47,7%                                         |
| Роми                                          | Роми                                          |                                               | 40                                            | 8,7%                                          |